# اچ‌ام‌اس ویکفول (۱۹۴۳)
اچ‌ام‌اس ویکفول (۱۹۴۳) (به انگلیسی: HMS Wakeful (1943)) یک کشتی بود که طول آن ۳۶۲٫۷۵ فوت (۱۱۰٫۵۷ متر) بود. این کشتی در سال ۱۹۴۳ ساخته شد.